# Rinnerbodenalm
Die Rinnerbodenalm ist eine 476 Hektar große Alm in der Gemeinde Ebensee am Traunsee im österreichischen Bundesland Oberösterreich. Die im Besitz der Österreichischen Bundesforste befindliche Alm liegt östlich des Rinnerkogel, im Nordteil des Toten Gebirges, in einer Seehöhe von 1470 m ü. A. Die Rinnerbodenalm ist eine Servitutsalm, wobei die Almgemeinschaft der Wildenseealm auftriebsberechtigt ist. Auf einer Weidefläche von 18 Hektar werden etwa 10 Rinder behirtet. Auf der Alm befinden sich die Rinnerhütte und eine Jagdhütte. Obwohl die Alm in Oberösterreich liegt, wird das Vieh vom 10 km entfernten Altaussee in der Steiermark aufgetrieben. Der Auftrieb erfolgt über den Hochklapfsattel, Augstwiesalm, Wildenseealm zum Rinnerboden.

## Wanderwege
- Vom Offensee über den Weg 212
- Vom Albert-Appel-Haus